# (6999) Meitner
Pour les articles homonymes, voir Meitner.
(6999) Meitner (aussi nommé 4379 T-3) est un astéroïde de la ceinture principale, découvert le 16 octobre 1977, par Cornelis Johannes van Houten, Ingrid van Houten-Groeneveld et Tom Gehrels à l'observatoire Palomar en Californie. 
Il a été nommé en hommage à Lise Meitner, physicienne autrichienne.